# ピッカウェイ郡 (オハイオ州)
ピッカウェイ郡（英: Pickaway County）は、アメリカ合衆国オハイオ州の中央部に位置する郡である。2010年国勢調査での人口は55,698人であり、2000年の52,727人から5.6%増加した。郡庁所在地はサークルビル市（人口13,314人）であり、同郡で人口最大の都市でもある。
ピッカウェイ郡はコロンバス大都市圏に属している。郡名はこの地域に住んでいたショーニー族インディアンのペコーイ・バンドから採られた。

## 地理
アメリカ合衆国国勢調査局に拠れば、郡域全面積は506.55平方マイル (1,312.0 km2)であり、このうち陸地501.32平方マイル (1,298.4 km2)、水域は5.23平方マイル (13.5 km2)で水域率は1.03%である。

### 隣接する郡
- フランクリン郡 - 北
- フェアフィールド郡 - 東
- ホッキング郡 - 南東
- ロス郡 - 南
- ファイエット郡 - 南西
- マディソン郡 - 北西

## 人口動態
以下は2000年国勢調査による人口統計データである。
| 基礎データ - 人口: 52,727人 - 世帯数: 17,599 世帯 - 家族数: 13,287 家族 - 人口密度: 41人/km2（105人/mi2） - 住居数: 18,596軒 - 住居密度: 14軒/km2（37軒/mi2） 人種別人口構成 - 白人: 91.95% - アフリカン・アメリカン: 6.43% - ネイティブ・アメリカン: 0.28% - アジア人: 0.22% - 太平洋諸島系: 0.03% - その他の人種: 0.15% - 混血: 0.93% - ヒスパニック・ラテン系: 0.63% 年齢別人口構成 - 18歳未満: 24.3% - 18-24歳: 9.0% - 25-44歳: 32.6% - 45-64歳: 23.4% - 65歳以上: 10.8% - 年齢の中央値: 36歳 - 性比（女性100人あたり男性の人口） - 総人口: 122.2 - 18歳以上: 125.0 | 世帯と家族（対世帯数） - 18歳未満の子供がいる: 35.4% - 結婚・同居している夫婦: 61.5% - 未婚・離婚・死別女性が世帯主: 9.8% - 非家族世帯: 24.5% - 単身世帯: 20.6% - 65歳以上の老人1人暮らし: 9.1% - 平均構成人数 - 世帯: 2.63人 - 家族: 3.02人 収入と家計 - 収入の中央値 - 世帯: 42,832米ドル - 家族: 49,259米ドル - 性別 - 男性: 36,265米ドル - 女性: 26,086米ドル - 人口1人あたり収入: 17,478米ドル - 貧困線以下 - 対人口: 9.5% - 対家族数: 7.6% - 18歳未満: 13.4% - 65歳以上: 7.0% |

## 郡区

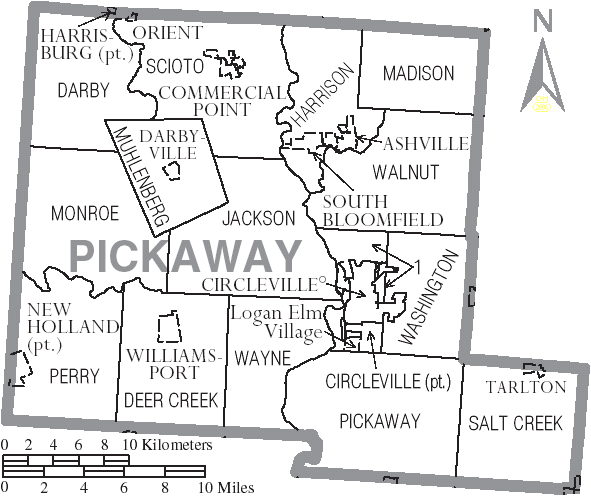
ピッカウェイ郡図

ピッカウェイ郡は下記15の郡区に分割されている。
| - サークルビル - ダービー - ディアクリーク - ハリソン - ジャクソン | - マディソン - モンロー - ミューレンバーグ - ペリー - ピッカウェイ | - ソルトクリーク - サイオト - ウォルナット - ワシントン - ウェイン |

### 都市
- サークルビル - 郡庁所在地

### 村
| - アシュビル - コマーシャルポイント - ダービービル | - ハリスバーグ - ニューホランド - オリエント | - サウスブルームフィールド - タールトン - ウィリアムズポート |

### 国勢調査指定地域
- ローガンエルムビレッジ

### 未編入の町
| - アトランタ - ダービー - デュバル - エラ - ファイブポインツ - フォックス - グレインジホール | - ヘイズビル - キンダーフック - リーストビル - リトルウォルナット - マットビル - ミード - ファーソン | - リングゴールド - ロブタウン - セントポール - サッチャー - ウィスラー - ウッドリン |

## 教育

### 公共教育学区
- ティーズバレー教育学区、郡北部、児童・生徒数は郡内最大
  - ティーズバレー高校
- サークルビル市教育学区、
  - サークルビル高校
- ローガンエルム・ローカル教育学区、郡南東部
  - ローガンエルム高校
- ウェストフォール・ローカル教育学区、郡西部
  - ウェストフォール高校
- ピッカウェイ・ロス職業訓練・技術センター、ロス郡との郡境の向こうロス郡内にある。両郡の生徒が通うことができる